# When Forever Comes Crashing
When Forever Comes Crashing es el tercer álbum de estudio de la banda de metalcore Converge. Fue lanzado el 14 de abril de 1998 a través de Equal Vision Records.

## Grabación
El álbum se grabó en GodCity Studio desde el 22 de diciembre de 1997 al 3 de enero de 1998. Steve Austin, de Today Is The Day, junto con Converge, produjo el álbum y también ofreció voces de respaldo en la canción «The Lowest Common Denominator». Jay Randall (de Agoraphobic Nosebleed), Jeff Feinburg, Ben Cummings (de Bane), Matt Pike (que no debe confundirse con Matt Pike de Sleep y High on Fire), Grail Mortillaro, Ryan Parker y Tre McCarthy también aparecen como vocalistas de apoyo.

## Lanzamiento
When Forever Comes Crashing fue lanzado originalmente el 14 de abril de 1998 a través de Equal Vision Records.
Poco después del lanzamiento del quinto álbum de Converge en 2004, You Fail Me a través de Epitaph Records, Equal Vision reeditó los remasters de Petitioning the Empty Sky y When Forever Comes Crashing. La nueva versión de When Forever Comes Crashing contenía una nueva portada hecha por el cantante de Isis, Aaron Turner, el trabajo de producción de Kurt Ballou, Mike Poorman y Alan Douches, y una versión demo de «Bitter and Then Some» como una canción extra. Las notas de línea también contienen la primera mitad de un ensayo escrito por el columnista de Aggressive Tendencies y editor de la revista canadiense online Exclaim!, Chris Gramlich. La primera parte del ensayo se puede encontrar en Petitioning the Empty Sky.
En 2006, Deathwish Inc. lanzó un box set de vinilo para los  remasters de Petitioning the Empty Sky y When Forever Comes Crashing en un paquete denominado Petitioning Forever.

## Lista de canciones
| N.º | Título                          | Duración |  |
| 1.  | «My Unsaid Everything»          | 3:23     |  |
| 2.  | «The High Cost of Playing God»  | 4:17     |  |
| 3.  | «In Harm's Way»                 | 4:20     |  |
| 4.  | «Conduit»                       | 4:10     |  |
| 5.  | «The Lowest Common Denominator» | 3:53     |  |
| 6.  | «Towing Jehovah»                | 2:20     |  |
| 7.  | «When Forever Comes Crashing»   | 3:14     |  |
| 8.  | «Ten Cents»                     | 2:20     |  |
| 9.  | «Year of the Swine»             | 3:47     |  |
| 10. | «Letterbomb»                    | 3:47     |  |
| 11. | «Love as Arson»                 | 3:22     |  |

| Equal Vision Records remaster CD (2005) |                                       |          |  |
| N.º                                     | Título                                | Duración |  |
| 12.                                     | «Bitter and Then Some» (Versión demo) | 1:27     |  |

## Personal
| Converge - Jacob Bannon: voz - Kurt Ballou: guitarra líder - Aaron Dalbec: guitarra rítmica, coros - Stephen Brodsky: bajo, guitarra (pista 8) - Damon Bellorado: batería Músicos adicionales - Travis Shettel: platillo en "Letterbomb" Historia de producción y grabación - Steve Austin: mezcla, ingeniero, productor - Kurt Ballou: mezcla, ingeniero, electrónica - Jacob Bannon: mezcla - Dean Baltulonis: edición digital | Músicos invitados - Ben Cummings (Bane): coros - Grial Mortillaro: coros - Jay Randall (Agoraphobic Nosebleed): coros - Jeff Feinburg: coros - Matt Pike: coros - Ryan Parker: coros - Tre McCarthy: coros Ilustraciones y diseño - Jacob Bannon: diseño - Grail Mortillaro: fotografía |